# Wýaçeslaw Krendelew
Wýaçeslaw Nikolaïevitch Krendelew (russe : Вячеслав Николаевич Кренделёв), né le 24 juillet 1982 à Achgabat à l'époque en RSS du Turkménistan et aujourd'hui au Turkménistan, est un footballeur international turkmène d'origine russe, qui évoluait au poste de milieu de terrain et d'attaquant.

## Biographie

### Carrière en club

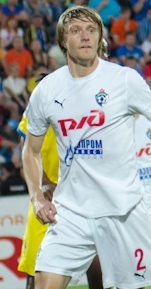
Krendelew avec le SKA-Energia Khabarovsk.

Wýaçeslaw Krendelew joue au Turkménistan, au Kazakhstan, et en Russie.

### Carrière en sélection
Wýaçeslaw Krendelew reçoit 15 sélections en équipe du Turkménistan entre 2004 et 2011, inscrivant deux buts. 
Il participe avec cette équipe à la Coupe d'Asie des nations 2004 organisée en Chine. Lors de cette compétition, il joue trois matchs : contre l'Arabie saoudite, l'Irak, et l'Ouzbékistan.
Il dispute également les éliminatoires du mondial 2010 et les éliminatoires du mondial 2014.

## Palmarès
| Nisa Achgabat - Championnat du Turkménistan (1) : - Vainqueur : 2003. - Coupe du Turkménistan : - Finaliste : 2003. |  | FK Taraz - Coupe du Kazakhstan (1) : - Vainqueur : 2004. |